# Fired Up
Fired Up je debitantski album britanske kantautorice Aleshe Dixon, bivše članice britanskog R&B sastava Miss-Teeq, objavljen 20. veljače 2009. u Japanu.

## O albumu
Za promociju albuma odabrana su 2 singla: "Lipstick" njen debitantski singl, te "Knockdown" koji se pokazao kao veliki promašaj. Zbog neuspjeha pjesme "Knockdown" raskinut joj je ugovor s diskografskom kućom Polydor Records. To je ujedno značilo i otkazivanje izdavanja albuma, ali je ipak dobila dozvolu da ga objavi u Japanu. Za japansko izdanje dvije pjesme su remiksirane, dodana je nova pjesma imena "Voodoo", te je redoslijed pjesama promijenjen. Album se može digitalno preuzeti na web stranici HMV.com.

## Popis pjsama
1. "Hypnotik"[3]
2. "Lipstick"
3. "Fired Up"
4. "Knockdown"
5. "Superficial"
6. "Ting-A-Ling"
7. "Free"
8. "Everybody Wants to Change the World"
9. "Let It Go"
10. "Lil' Bit of Love"
11. "Turn It Up"
12. "Everywhere I Go"
13. "Voodoo"
14. "Lipstick" (Agent X remiks)
15. "Knockdown" (K-Gee Heat remiks)

## Top ljestvice
| Top ljestvica | Najviša pozicija |
| ------------- | ---------------- |
| Japan         | 54               |